# Robert Brough (peintre)
Pour les articles homonymes, voir Robert Brough et Brough.
Robert John Cameron Brough, né le 20 mars 1872 à Invergordon et mort le 21 janvier 1905 à Sheffield, est un peintre écossais.